# 希傑爾特河
52°38′46″N 74°23′42″E / 52.646°N 74.395°E
希傑爾特河是哈薩克斯坦的河流，位於該國東北部，流經卡拉干達州和巴甫洛達爾州，河道全長502公里，流域面積15,900平方公里，發源自哈薩克丘陵。

## 外部連結
- http://www.floodmap.net/Elevation/ElevationMap/?gi=1519174 （页面存档备份，存于）
- Шидерты (река) （页面存档备份，存于）, Great Soviet Encyclopedia